# Evangelische Kirche (Spachbrücken)

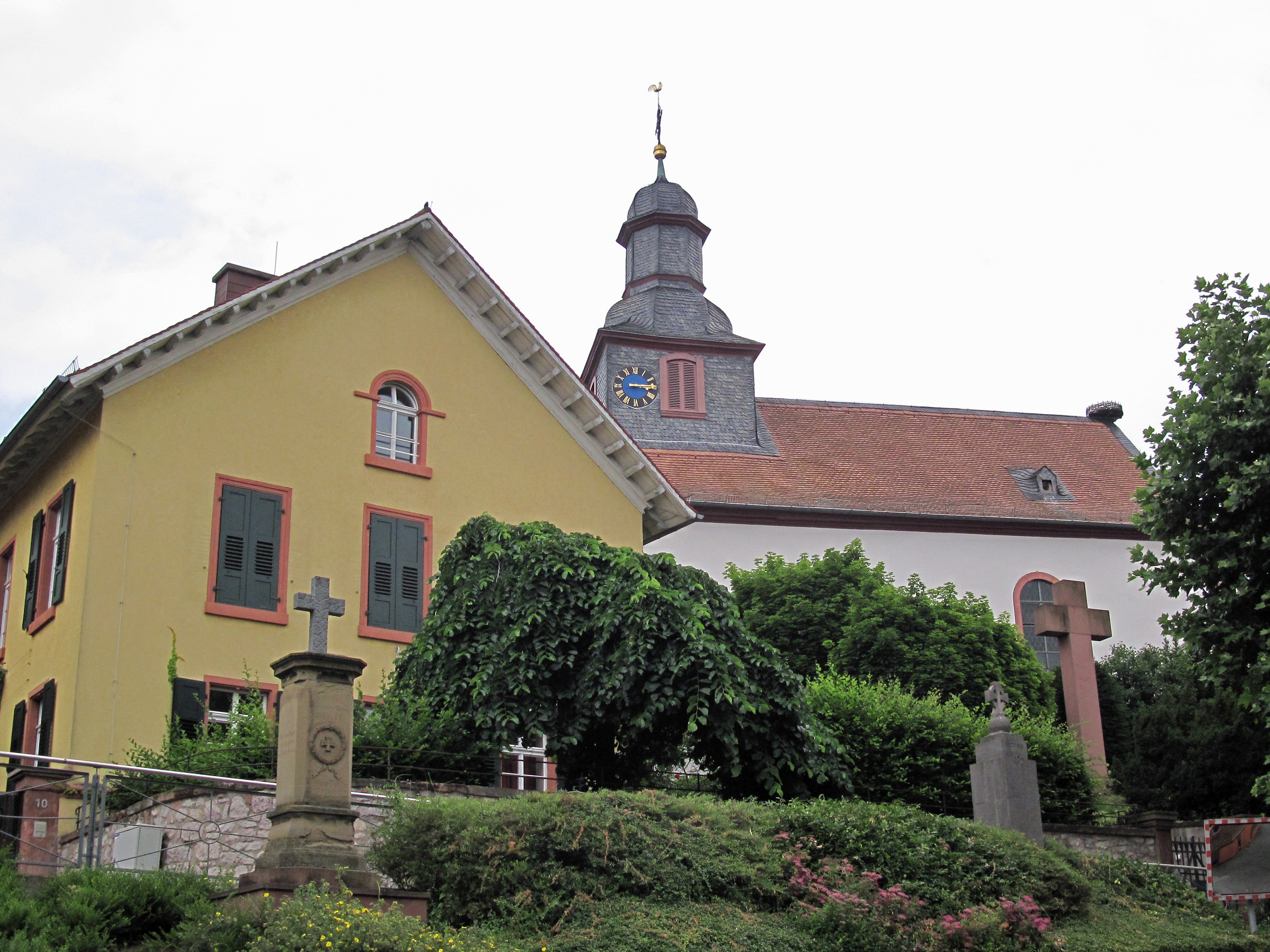
Ansicht der Spachbrücker Kirche von der Straße „Am Pfarrberg“ aus, links das Pfarrhaus.

Die Evangelische Kirche Spachbrücken ist die Kirche von Spachbrücken, einem Stadtteil von Reinheim im südhessischen Landkreis Darmstadt-Dieburg. Sie wurde vor 1513 gebaut und erst als katholische, ab 1526 als lutherische Kirche genutzt. Die Kirchengemeinde gehört zum Dekanat Vorderer Odenwald der Propstei Starkenburg der Evangelischen Kirche in Hessen und Nassau.

## Geschichte
Die erste Kirche in Spachbrücken wurde als Filialkirche von Dieburg aus verwaltet, den Gottesdienst hielt in der der Jungfrau Maria geweihten Kirche ein aus Dieburg kommender Hilfspriester. Im Jahr 1513 wurde die als „Maria“ bekannte Glocke eingebaut, die bis heute ihren Dienst tut. Beim Beginn der Reformation gehörte Spachbrücken zur Grafschaft Wertheim, die lutherisch wurde, während die Mutterkirche im kurmainzischen Dieburg katholisch blieb.
Im Dreißigjährigen Krieg wurde Spachbrücken schwer verwüstet, auch die Kirche litt noch 1724 unter schwersten Zerstörungen und Baufälligkeit, die Renovierung konnte von der Gemeinde selbst nicht ermöglicht werden, so bat man die Administration unter den Grafen von Löwenstein um finanzielle Hilfe.
Am 26. Mai 1749 schlug der Blitz in den Dachstuhl ein, dabei wurde die renovierte Kirche völlig zerstört. Die Kirche wurde danach auf Gemeindebeschluss abgerissen. Schon vier Jahre später wurden die Arbeiten an dem Bau vollendet, aus der ehemaligen Kirche wurden nur der Taufstein und die Glocke übernommen. Die Kirchweih (Kerb) fand damals im Juli 1755 statt, heute ist der Termin allerdings im September.

## Bauwerk
Die Spachbrücker Kirche ist eine einfache Saalkirche mit einem Dreiachtelschluss. Mit Ausnahme der Seite des Haupteingangs finden sich auf allen Seiten Emporen, welche auf runden Holzsäulen ruhen, die auf der Westseite auch das Dach tragen. Im Deckenbereich finden sich zudem barocke Deckenmalereien, welche 1971 freigelegt wurden.
Im vom Eingang aus gesehen hinteren rechten Teil der Kirche befindet sich die Kanzel. Das aus Eiche mit Nussbaumeinlagen gearbeitete Stück steht auf einer direkt aus einem Stamm gearbeiteten, gewundenen Säule. Hinter der Kanzel befindet sich die alte Sakristei, die nach der Eröffnung der links der Kirche gelegenen neuen, ihren Zweck verlor und heute als „Vorraum“ zum Kanzelaufgang dient.
Die Orgel ist ein Werk von Johann Christian II Dauphin aus dem Jahr 1760 mit heute neun Registern auf einem Manual und Pedal, das nach Dispositionsänderungen von 1839 im Jahr 1973 durch Andreas M. Ott restauriert wurde.

## Heutige Verwendung
Neben dem regelmäßigen Gottesdienstbetrieb finden in der Kirche Spachbrücken auch regelmäßig kulturelle Veranstaltungen statt, so zum Beispiel die regional bekannt gewordene Spachbrücker Abendmusik.